# Корнетит
Корнетит (англ. cornetite) — рідкісний мінерал, безводний фосфат міді з гідроксилом складу Cu3PO4(OH)3. Сингонія ромбічна, ромбо-діпірамідальний вид симетрії. Названий на честь бельгійського геолога Жюля Корне (1865—1929). Вигляд кристалів короткопризматичний до ізометричного. Короткопризматичні кристали, сплощені по (001) і часто розщеплені, мілкопірамідально-кристалічні кірки, кірки дрібних кристалів, радіально-променисті розетки кристалів, тонкі плівки і нальоти. Корнетит є вторинним гіпергенним мінералом, зустрічається в зонах окислення родовищ міді. Зустрічається на родовищах міді в Австралії, Замбії, Зімбабве, Конго, Мексиці, США, Чилі. Рідкісний колекційний мінерал.

## Назва

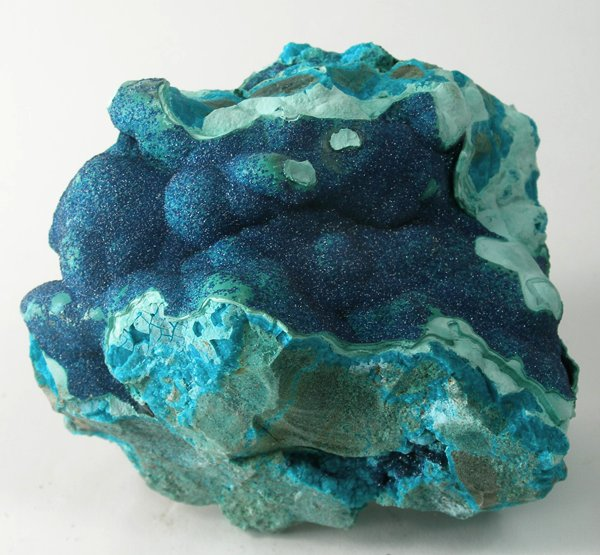
Зразок з легендарної шахти «Зірка Конго»

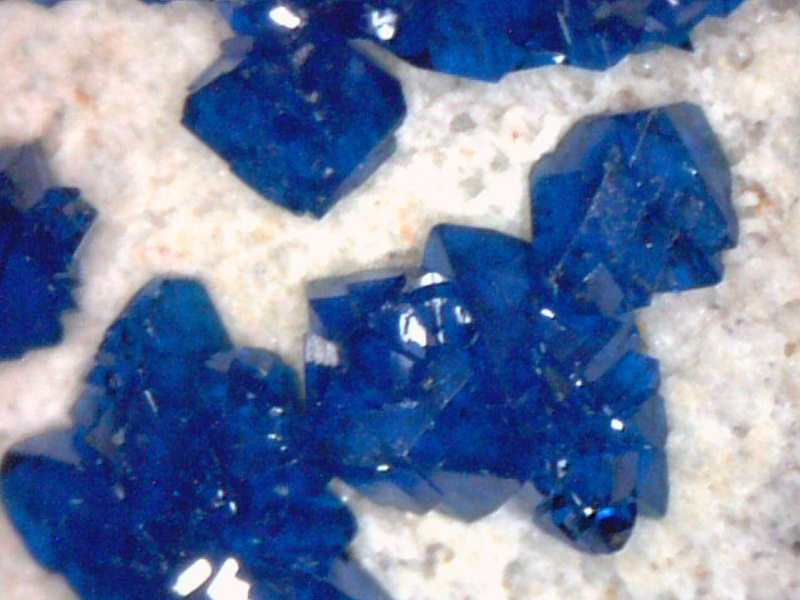
Корнетит приблизно в 200-кратному збільшенні

Названий корнетит на честь бельгійського геолога Жюля Корне, який описав цей мінерал в 1916 році. Корнетит — мінерал маловідомий, але для будь-якого геолога це справжня коштовність. Скромний розмір його кристалів (зазвичай не більше ніж три міліметри) компенсується глибоким синім або зеленувато-синім кольором, завдяки якому корнетит виглядає дуже ефектно. Особливо цікаві радіально-променисті агрегати корнетиту, які ростуть на стінках тріщин у вміщуючих породах. Подібні форми виділень типові саме для корнетиту і не зустрічаються у азурита (Cu3(CO3)2(OH)2), з яким корнетит нерідко плутають через синій колір.

## З історії відкриття
Спочатку геологи, які розвідали мідні родовища на території колишньої бельгійської колонії, яка згодом стала Демократичною Республікою Конго, вважали корнетит низькоякісним азуритом. Уважно вивчивши морфологію кристалів і агрегатів цього мінералу, досвідчений дослідник Жюль Корне припустив, що мова йде про новий мінерал. Його припущення підтвердилось, коли декілька взірців було відправлено в музей Вищої гірничої школи в Парижі. Найкращі взірці корнетиту залягають в тих ділянках мідних родовищ, які не становлять великого інтересу з промислової точки зору і тому не розробляються. Не дивно, що корнетит продовжує бути рідкістю. Корнетит належить насамперед до мінералів, що становлять інтерес насамперед для колекціонерів. В асоціації з корнетитом зустрічається кобальтовий мінерал — гетерогеніт (CoO(OH)). В хімічному складі корнетиту інколи відмічається домішок кобальту.

## Жюль Корне: учений і дослідник

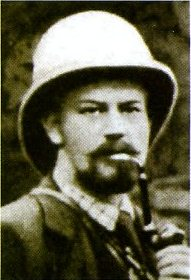
Видатний геолог Жюль Корне

Про існування значних запасів міді в надрах Центральної Африки було відомо уже на початку XIX століття: ці родовища експлуатувались арабськими підприємцями. Але масштабна розробка мідних руд розпочалась тільки з появою тут бельгійського геолога Жюля Корне (1865—1929), який знаходився в експедиції в Катанзі в період з 1891 по 1892 рік. За багатство надр Корне прозвав Катангу «геологічним чудом». Він поклав початок створенню перших гірничодобувних компаній в цих місцях і став керівником Гірського союзу Верхньої Катанги. Він же і почав дослідження геології і фізичної географії колишнього Бельгійського Конго і практично усієї Центральної Африки.

## Родовища Міді

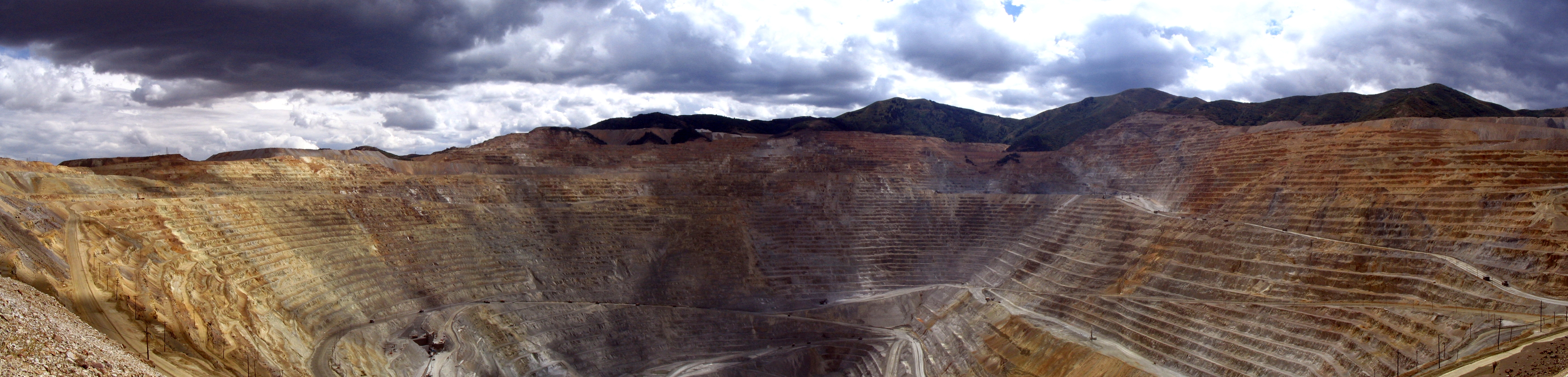
Панорамні фотографії мідного рудника Bingham Canyon в Солт-Лейк-Сіті, штат Юта

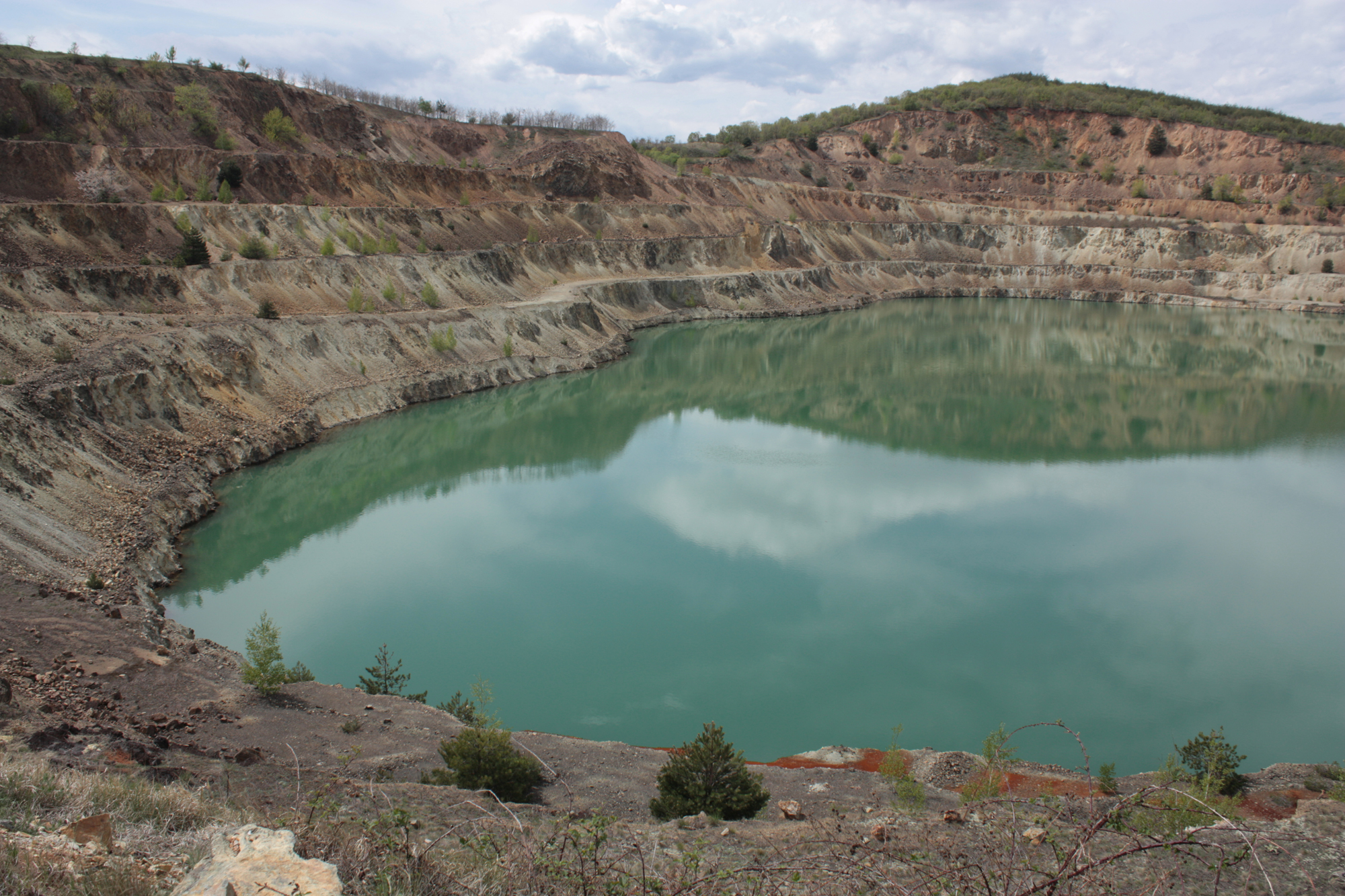
Кар'єр закритої шахти міді, Болгарія

Знаходять корнетит в зоні окислення гідротермальних мідних родовищ, де він розвивається як вторинний мінерал. Джерелом міді для утворення корнетиту слугують мінерали мідних руд. В асоціації з корнетитом зустрічається самородна мідь, брошантит (Cu4(SO4)(OH)6), малахіт (Cu2(CO3)(OH)2). Попадаються і більш рідкі мінерали міді, наприклад такі, як атакаміт (Cu2Cl(OH)3), і лібетеніт (Cu2(PO4)(OH)). Основні родовища корнетиту знаходяться в Демократичній Республіці Конго, Замбії (провінція Коппербелт) і США (Єрінгтон, Невада). Окрім того, корнетит добувають в Австралії, Чилі, Німеччині та Іспанії. Легендарна шахта «Летуаль де Конго» («Зірка Конго»), де був відкритий корнетит, знаходиться в провінції Катанга на південному сході Демократичної Республіки Конго. За свою історію, ця країна неодноразово міняла назву, що нерідко призводить до плутанини. Демократична Республіка Конго спочатку називалась Бельгійським Конго, оскільки була бельгійською колонією. З 1971 по 1997 рік країна називалась Заіром.